# 埃什托里尔赛道
埃什托里尔赛道，官方名称为费尔南达·皮雷斯·达席尔瓦赛道，是葡萄牙的一条赛道，它的长度为4.182（2.599英里）。它在1984年至1996年期间是一级方程式赛车葡萄牙大奖赛的举办地。赛车场的容量为45000人。 该赛道拥有国际汽联1级执照。
其早年举办了许多全国性赛事，偶尔也举办二级方程式赛车比赛。然而，由于赛道母公司在1975年至1978年期间被国家接管，它很快就陷入失修状态，因此在1984年国际赛车运动回归这里前需要进行大规模重建工作。
埃什托里尔成为了F1赛程中的一条受欢迎的赛道，它见证了许多著名场景，包括尼基·劳达赢得1984年冠军、三届世界冠军艾尔顿·塞纳1985年在这里首次赢得F1分站冠军、奈杰尔·曼塞尔著名的黑旗事件、里卡尔多·帕特雷塞于1992年在主直道上与格哈德·贝格尔相撞后升空、雅克·维尔纳夫在1996年的最后一弯的外侧超越迈克尔·舒马赫。
埃什托里尔在1997赛季退出了F1赛程，但它仍继续举办顶级单座式赛车、跑车和房车赛事，包括FIA GT锦标赛、德國房車大師賽和雷诺世界系列赛。 为了获得FIM认证，2000年赛道对抛物线弯进行了重新设计，其长度减少到4.182（2.599英里）。
2000年9月3日，埃什托里尔赛道举办了它的第一届葡萄牙摩托车大奖赛，此后每年举办一次。2005年10月23日，赛道举办了首届A1GP汽车大奖赛的第三轮比赛。

## 赛道
埃什托里尔赛道建于1972年，位于阿尔卡比德希附近的岩石高原上，距离埃什托里尔9公里，赛道以这个海滩度假胜地的名字命名。赛道有两个发夹弯，明显的高度变化，以及一个986米长的发车直道。其最初的全长为4.350（2.703英里），最大坡度接近7％。
多年来，埃什么托里尔赛道一直存在许多安全问题，在安全检查中不止一次不合格。艾尔顿·塞纳在1994年圣马力诺大奖赛中去世后，赛道增加了一个减速弯，使赛道长度增加到4.360（2.709英里）。埃斯托里尔有时候会有很大的侧风，这让很多人联想到西班牙的加泰罗尼亚赛道，两条赛道的布局也很类似。许多团队曾喜欢使用埃什托里尔赛道进行冬季测试。